# Gura Cuțului
Gura Cuțului – wieś w Rumunii, w okręgu Alba, w gminie Vințu de Jos. W 2011 roku liczyła 26 mieszkańców.